# Pix (Zahlungssystem)
Pix (/pɪks/) ist ein System für elektronische Sofort-Geldüberweisungen in brasilianischem Reais (R$). Das im November 2020 vollständig eingeführte Zahlungssystem wird von der Zentralbank von Brasilien bereitgestellt und steht sowohl Privatpersonen als auch Unternehmen zur Verfügung.
Seit seiner Einführung hat sich das Zahlungssystem schnell in der gesamten brasilianischen Bevölkerung durchgesetzt und ist inzwischen (Stand 2025) die populärste Art und Weise in Brasilien, Zahlungen zu tätigen – vor Debitkarten und Bargeld. 2024 nutzten 63 Prozent der Brasilianer Pix mindestens ein Mal im Monat; im Durchschnitt führte jeder Nutzer 32 Überweisungen im Monat aus.

## Geschichte
Die grundlegenden Anforderungen für das neue Instant-Payment-System wurden im Dezember 2018 von der brasilianischen Zentralbank festgelegt. Ziel war es, den Einsatz von Bargeld zu reduzieren und eine schnellere, günstigere Alternative zu bestehenden Zahlungsmethoden wie dem boleto bancário oder Kartenterminals zu schaffen – insbesondere im Vergleich zu den als veraltet geltenden Überweisungsverfahren TED und DOC. Präsident der Zentralbank war damals der Ökonom Ilan Goldfajn.
Obwohl die offizielle Arbeitsgruppe zur Umsetzung des Systems erst 2018 eingerichtet wurde, erklärten die Projektverantwortlichen, dass die Idee schon seit 2016 bestand. Im Dezember dieses Jahres deutete Goldfajn erstmals an, dass die Zentralbank ein Werkzeug entwickeln wolle, das dem kurz zuvor gestarteten US-Dienst Zelle ähnelt, einem Peer-to-Peer-Zahlungssystem des Fintech-Unternehmens Early Warning Services. Goldfajn erklärte damals, dass neue Technologien das Finanzsystem grundlegend veränderten und effizientere Zahlungsmethoden ermöglichen könnten. Im selben Jahr veröffentlichte das technische Team der Zentralbank im Rahmen der Bank für Internationalen Zahlungsausgleich einen Bericht über die Effizienz von Instant-Payment-Systemen, in dem erste Details des Projekts vorgestellt wurden.
2017 wurden die Diskussionen mit weiteren Studien fortgeführt, in enger Zusammenarbeit mit Akteuren des Finanzmarktes und anderen Zentralbanken. Nach Abschluss der Machbarkeitsstudien kamen die Fachleute der Zentralbank zu dem Schluss, dass ein neues Instant-Payment-System „den Wettbewerb, die Effizienz, die Sicherheit und die Inklusion im brasilianischen Zahlungsverkehr erhöhen“ würde. Die Vorschläge wurden von der kollegialen Direktion der Zentralbank geprüft und von Goldfajn genehmigt. Im Mai 2018 richtete die Zentralbank schließlich die Arbeitsgruppe „Pagamentos Instantâneos“ ein, die die technischen Spezifikationen des Systems erarbeitete. Im Dezember desselben Jahres – noch während der Amtszeit von Goldfajn, der im Februar 2019 zurücktrat – veröffentlichte die Zentralbank einen Bericht mit den wesentlichen Anforderungen für die künftige Einführung des Systems. Reinaldo Le Grazie, Direktor für Geldpolitik im zuständigen Ausschuss, beschrieb das geplante System darin als „eine effiziente, wettbewerbsfähige, sichere und inklusive Lösung für Banktransaktionen“.
Die Marke „Pix“ wurde am 19. Februar 2020 offiziell von der Zentralbank vorgestellt, begleitet von Informationsmaterial für die Bevölkerung. Der gewählte Name – Pix – ist kein Akronym: Er wurde von der Zentralbank gewählt, um an technologische Begriffe wie „Pixel“ zu erinnern und das System als ebenso einfach wie eine Unterhaltung in sozialen Netzwerken darzustellen. Das „x“ soll dabei eine mathematische Variable symbolisieren und verweist auf die vielfältigen Einsatzmöglichkeiten des Systems.
Das neue System sollte Überweisungen und Zahlungen – auch für Rechnungen – in höchstens zehn Sekunden ermöglichen. Laut Mitteilung Nr. 34.836 der Zentralbank war der Start ursprünglich für November 2020 vorgesehen, um den Dienst über Banken, Fintechs und E-Commerce-Anbieter zugänglich zu machen. Erste Banken starteten jedoch bereits am 5. Oktober 2020 eine Testphase mit ausgewählten Kunden. Am 16. November 2020 wurde Pix schließlich landesweit vollständig freigegeben.
Einer Untersuchung der FGVcemif & Toluna zufolge war Pix bereits hundert Tage nach seiner Einführung den meisten Brasilianern bekannt; mehr als 70 % hatten zu diesem Zeitpunkt mindestens einen Pix-Schlüssel registriert. Dabei war nicht die Kostenfreiheit des Dienstes ausschlaggebend, sondern vor allem seine Schnelligkeit und einfache Handhabung.
2021 kamen neue Funktionen hinzu. Am 16. November wurde der „Mecanismo Especial de Devolução“ eingeführt, der Rückbuchungen bei betrügerischen Transaktionen ermöglicht. Am 29. November folgten „Pix Saque“ und „Pix Troco“, die Barabhebungen und Rückgeldtransaktionen über Pix erlauben, um Privatpersonen und Händlern mehr Flexibilität zu bieten.
Die Entwicklung des Bezahlsystems soll 14 bis 15 Millionen Reais (~2,9 Millionen Euro, Wechselkurs vom Oktober 2022) gekostet haben – ein Betrag, der sowohl von der Zentralbank wie von Experten als verhältnismäßig „günstig“ beschrieben wird. Die Betriebskosten des Systems belaufen sich für die Zentralbank auf jährlich 50 Millionen Reais (~8,3 Millionen Euro; Wechselkurs vom Oktober 2024).

## Funktionsweise

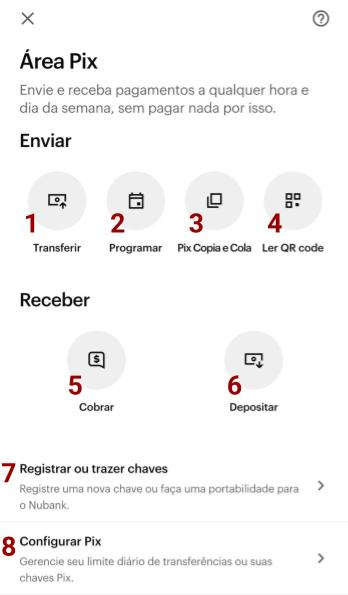
Das Pix-System ist üblicherweise in die Online-Banking-Apps der brasilianischen Banken eingebunden – hier beispielsweise der „Pix-Bereich“ in der Banking-App der brasilianischen Online-Bank Nubank mit einer Übersicht der verschiedenen Funktionen:
1 – Überweisung
2 – Überweisungauftrag
3 – Kopieren und Einfügen eines Pix-Codes
4 – Pix-QR-Code für Überweisung scannen
5 – Pix-QR-Code für Überweisung erstellen
6 – Pix-Code für Überweisung erstellen
7 – Neue Pix-Schlüssel registrieren bzw. anpassen
8 – Weitere Pix-Einstellungen (Überweisungslimits, Pix-Schlüssel)

Pix basiert auf der Nutzung von Transaktionsschlüsseln („chaves Pix“), die mit einer Telefonnummer, der CPF- oder CNPJ-Nummer (brasilianische Steueridentifikationsnummern für Privatpersonen bzw. Unternehmen), einer E-Mail-Adresse oder einem zufällig generierten alphanumerischen Code verknüpft sein können. Diese Schlüssel ermöglichen es dem Sistema de Pagamentos Instantâneos (SPI, „Sofortgeldüberweisungs-System“), das jeweils hinterlegte Transaktionskonto (Girokonto, Sparkonto oder vorausbezahltes Zahlungskonto) eindeutig zu identifizieren und Zahlungen sofort abzuwickeln.
Alle brasilianischen Banken haben Pix in ihre jeweiligen Android- bzw. iOS-Apps integriert, wobei die konkrete Ausgestaltung des Pix-Bereiches sich zwischen den verschiedenen Banking-Apps unterscheidet. Der Nutzer öffnet die reguläre Banking-App seiner Bank und tätigt und empfängt über diese seine Pix-Zahlungen. Das versendete bzw. empfangene Geld wird direkt vom bzw. auf das verknüpfte Konto gebucht.
Das SPI ist die zentrale Infrastruktur für die Abwicklung von Überweisungen innerhalb des Pix-Ökosystems. Dabei werden Transaktionen zwischen den teilnehmenden Finanzinstituten über spezielle Instant-Payment-Konten („contas PI“) bei der Zentralbank von Brasilien ausgeglichen.

### Pix-Schlüssel (Chave Pix)
Pix-Schlüssel dienen dazu, die Daten des Zahlungsempfängers oder Zahlenden mit einer Überweisung zu verknüpfen. Es gibt vier Arten von Schlüsseln:
- CPF oder CNPJ (brasilianische Steueridentifikationsnummer für Privatpersonen bzw. Unternehmen),
- E-Mail-Adresse,
- Mobiltelefonnummer,
- zufälliger Schlüssel, ein vom System automatisch erzeugter alphanumerischer Code.

Ein bestimmter Schlüssel kann jeweils nur einem Konto zugeordnet sein. Wer mehrere Konten bei unterschiedlichen Finanzinstituten besitzt, muss für jedes Konto eine andere Pix-Schlüsselart nutzen (z. B. CPF bei Bank A, E-Mail bei Bank B, Telefonnummer bei Bank C). Die gleiche CPF-Nummer, Telefonnummer oder E-Mail-Adresse kann nicht bei mehreren Banken gleichzeitig registriert werden. Privatpersonen können bis zu fünf Pix-Schlüssel pro Konto anlegen, Unternehmen bis zu zwanzig. Zufällige Schlüssel bieten den Vorteil, dass bei einer Transaktion keine persönlichen Daten weitergegeben werden. Sie können jederzeit gelöscht oder neu generiert werden.
Alternativ zu Pix-Schlüsseln können Zahlungen auch über QR-Codes erfolgen, die entweder als statische Codes (mit festgelegtem Betrag oder Verwendungszweck, häufig von Kleinstunternehmern genutzt) oder als dynamische Codes (für Einzelüberweisungen) bereitgestellt werden. Darüber hinaus unterstützt Pix auch kontaktlose Zahlungen per Near Field Communication.

### Zahlungssystem
Der größte Vorteil von Pix ist, dass es keine Zwischenhändler (wie Betreiber von Kartenlesegeräte oder Kreditkartenanbietern) gibt, wodurch Überweisungen nahezu in Echtzeit abgewickelt werden können. Grundsätzlich gibt es zwei Hauptanwendungsfälle:
- Transaktionen zwischen Privatpersonen,
- Transaktionen zwischen Privatpersonen und Unternehmen.

Dabei kann der Zahlende den Pix-Schlüssel des Empfängers verwenden (z. B. QR-Code, Zahlungslink, Schlüsselcode oder persönliche Daten wie CPF, Telefonnummer oder E-Mail), während Unternehmen meist QR-Codes oder den Pix-Schlüssel ihres Geschäfts bereitstellen.
Technisch werden die Überweisungen über das Sistema de Pagamentos Instantâneos abgewickelt. Die Transaktionsnachrichten werden im XML-Format über das Interface de Comunicação do SPI (ICOM) übermittelt. Das Diretório de Identificadores de Contas Transacionais (DICT) verwaltet die Pix-Schlüssel und weitere Zahlungsinformationen. Über eine Pix-API können Banken und Zahlungsdienstleister den Dienst in ihre Systeme integrieren.

### Weitere Funktionen
Pix bietet neben der klassischen Überweisung verschiedene Zusatzfunktionen:
- Pix Parcelado – Zahlungen in Raten via Kreditkarte,
- Pix Saque – Bargeldabhebungen über Pix,
- Pix Troco – Rückgeld bei einer Zahlung direkt in bar ausgezahlt,
- Pix Cobrança – Rechnungsstellung per Pix als Alternative zum boleto bancário,
- Pix Garantido – geplante Funktion für Ratenzahlungen ohne Kreditkarte,
- Pix Automático – geplante Funktion für automatisch wiederkehrende Zahlungen an Privatpersonen,
- Pix Agendado Recorrente – geplante Funktion für wiederkehrende Zahlungen an Unternehmen.

### Banken und Zahlungsdienste
Die brasilianische Zentralbank hat die Teilnahme am Pix-System bewusst breit und flexibel gestaltet, um verschiedenen Akteuren den Zugang zu ermöglichen und den Wettbewerb im Zahlungsverkehr zu fördern. Grundsätzlich können alle Finanz- und Zahlungsinstitute, die Transaktionskonten anbieten, als sogenannte „Anbieter von Transaktionskonten“ am Pix teilnehmen.
Finanzinstitute, die von der brasilianischen Zentralbank anerkannt sind und mehr als 500.000 aktive Kundenkonten (einschließlich Giro-, Sparkonten und Prepaid-Zahlungskonten) führen, sind verpflichtet, Pix anzubieten. Sie müssen Zahlungen sowohl empfangen als auch Initiierungsmöglichkeiten bereitstellen – etwa über manuelle Dateneingabe, Pix-Schlüssel, QR-Codes oder die Funktion „Pix Kopieren und Einfügen“. Ziel dieser Regelung ist es, eine breite Verfügbarkeit von Pix in der Bevölkerung sicherzustellen.
Kleinere Finanz- und Zahlungsinstitute können freiwillig teilnehmen – selbst wenn sie noch nicht die Voraussetzungen für eine offizielle Zulassung als Zahlungsinstitut erfüllen. Sobald ein Geldinstitut den Schwellenwert von 500.000 aktiven Konten erreicht, muss es innerhalb von 90 Tagen die Teilnahme am Pix beantragen.
Mit Stand August 2025 sind 936 brasilianische Banken, Institute, Fintechs und Zahlungsdienste Teilnehmer des Pix-Systems.

### Gebühren
Für Privatpersonen, Kleinstunternehmen und Einzelunternehmer dürfen nach Vorgabe der Zentralbank weder beim Senden (Überweisungen und Einkäufe) noch beim Empfangen von Pix-Überweisungen Gebühren anfallen, solange die Transaktion als Überweisung gekennzeichnet ist. Banken zahlen der Zentralbank selbst lediglich 0,01 brasilianische Real pro zehn Gutschriften auf ein Instant-Payment-Konto (conta PI) für die Abwicklung einer Zahlung.
Unternehmen müssen jedoch teilweise, abhängig von den Richtlinien ihrer Bank, Gebühren für die Nutzung von Pix zahlen, wie sie z. B. von Itaú, Bradesco, Santander und Banco do Brasil erhoben werden.

## Popularität

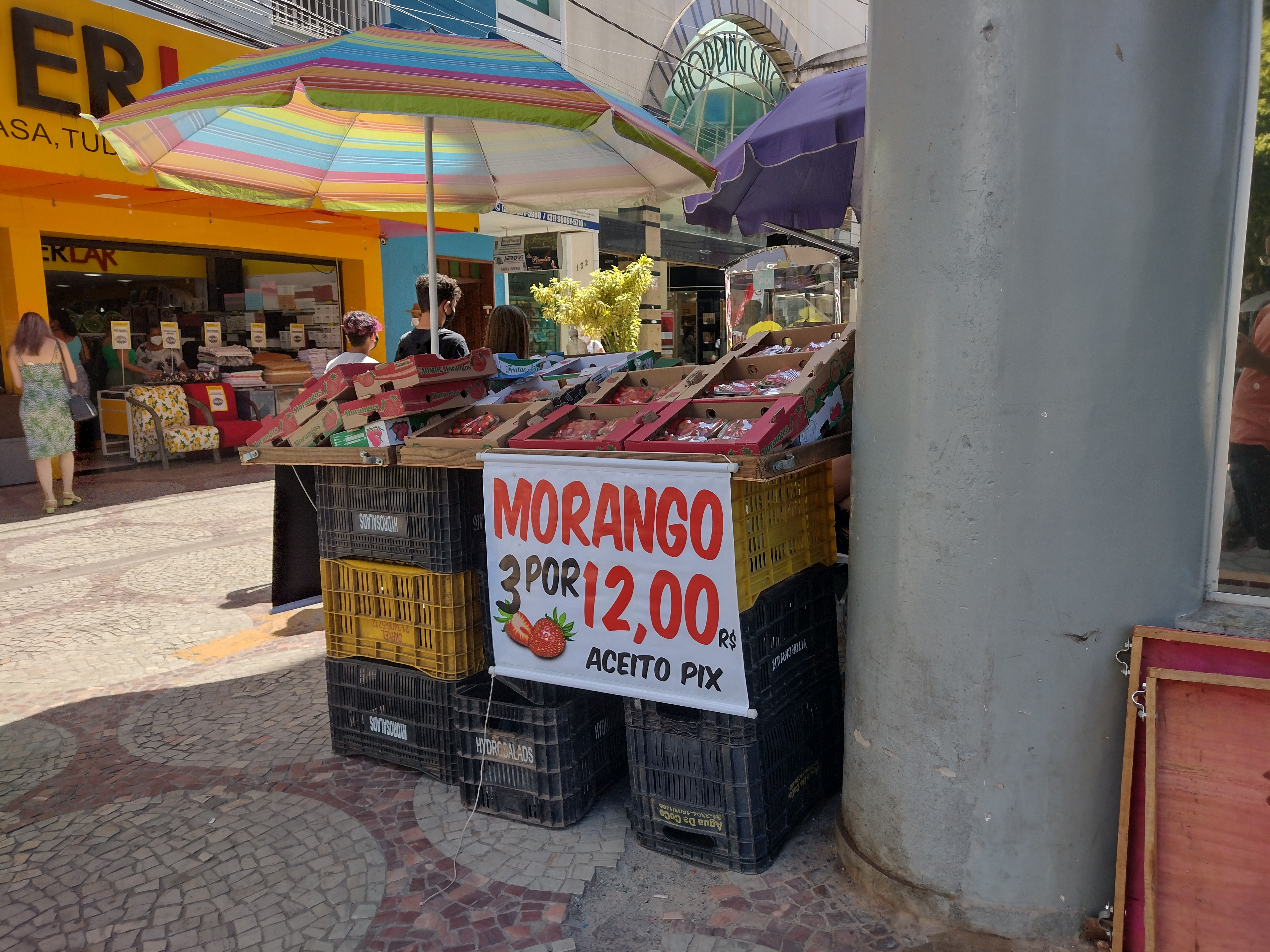
Pix hat sich als Bezahlungssystem schnell etabliert: Hier wirbt ein Obstverkäufer damit, dass er Pix als Zahlungsmittel akzeptiert („Aceito Pix“).

Nach seiner Einführung entwickelte sich Pix in kurzer Zeit zum am häufigsten genutzten Zahlungsmittel in Brasilien und übertraf andere Technologien wie Schecks, boletos sowie Kredit- und Debitkarten.
Im Jahr 2023 erreichte dieses Zahlungssystem 152 Millionen registrierte Nutzerinnen und Nutzer. Das bedeutet, dass 7 von 10 Brasilianern Pix verwenden oder daran interessiert sind, es zu nutzen. 2024 nutzten 63 Prozent der Brasilianer Pix mindestens ein Mal im Monat; im Durchschnitt führte jeder Nutzer 32 Überweisungen im Monat aus. Der brasilienweite überwiesene Durchschnittsbetrag betrug 2024 190,57 Reais (etwa 30 Euro).
Laut der Studie „O Brasileiro e sua relação com o dinheiro“ (zu Deutsch „Der Brasilianer und sein Umgang mit Geld“) der Zentralbank wird Pix von Menschen aller Geschlechter, Altersgruppen, Einkommensklassen und in allen fünf Großregionen Brasiliens genutzt. Laut der Studie Pix zudem in mehreren Kategorien (im Vergleich zu anderen Zahlungsarten) am besten ab, darunter Sicherheit, mögliche Rabatte, Benutzerfreundlichkeit, niedrige Kosten, Ausgabenkontrolle, Akzeptanz bei Händlern, Bequemlichkeit und Einsatz in Notfällen.
Im Juni 2025 stellte das System einen neuen Rekord auf: An einem einzigen Tag wurden 276,7 Millionen Transaktionen über Pix abgewickelt.
Darüber hinaus verzeichneten Händler auf der E-Commerce-Plattform Nuvemshop im ersten Quartal 2024, dass Pix bei fast der Hälfte aller Einkäufe als Zahlungsmethode gewählt wurde – konkret bei 46 % aller Bestellungen. Kreditkartenzahlungen lagen mit 44 % an zweiter Stelle.
Pix wird inzwischen auch in anderen Länder als Zahlungsmittel akzeptiert: In einigen Regionen Argentiniens wird Pix verwendet, insbesondere aufgrund der starken Abwertung des argentinischen Peso und der hohen Zahl brasilianischer Touristen. Dadurch entfällt die Notwendigkeit von Währungsumtausch und die damit verbundenen Gebühren. Globale Dienstleister wie Wise akzeptieren und führen ebenfalls Zahlungen über Pix aus. Auch in anderen Ländern, darunter Paraguay, Chile, Frankreich, Spanien und Portugal, wird Pix bereits genutzt.

## Betrugsfälle, Sicherheitsprobleme und Fehlüberweisungen
Da Pix die Überweisung von Geld vereinfacht, hat es auch betrügerische Geldtransfers erleichtert. In den Medien werden zahlreiche Betrugsmaschen unter dem Begriff „golpe do Pix“ („Pix-Betrug“) bekannt gemacht, da die Überweisungen über Pix erfolgen – auch wenn die Betrugsart nicht direkt mit dem System selbst in Verbindung steht. Es ist möglich, im Falle eines nachgewiesenen Betrugs eine Rückerstattung des überwiesenen Betrags zu beantragen. Dies erfolgt über den sogenannten Mecanismo Especial de Devolução (MED, „Sondermechanismus zur Rückerstattung“). Das Opfer muss innerhalb von 80 Tagen nach der Transaktion einen Antrag bei seiner Bank stellen. Im September 2024 führte die Zentralbank eine Warnfunktion für atypische Transaktionen ein. Forschende weisen jedoch darauf hin, dass der MED nur greift, wenn das Geld noch auf dem Empfängerkonto vorhanden ist – was bei den meisten Fällen von Cyberkriminalität nicht zutrifft. Oft bleibt dann nur die Anwendung der sogenannten medidas assecuratórias per saltum durch die Ermittlungsbehörden als rechtliche Möglichkeit zur Sicherung der Gelder.
Pix führte auch zu einem Wiederaufleben der sogenannten „Blitz-Entführungen“, einer bis dahin weitgehend verschwundenen Form der Kriminalität. Dabei werden Opfer entführt und gezwungen, hohe Geldbeträge per Pix auf Konten der Täter zu überweisen. Um solche Fälle einzudämmen, kündigte die Zentralbank im August 2021 zusätzliche Sicherheitsmaßnahmen an. Die wichtigste war ein Limit von 1000 R$ für Überweisungen, die nachts ausgeführt werden.
Ein weiteres Problem bei der Nutzung von Pix ist die Überweisung von Geld an ein falsches Konto. In solchen Fällen kann die absendende Person die Rückgabe des Betrags verlangen. Erfolgt keine Rückzahlung, kann dies als ungerechtfertigte Bereicherung oder unrechtmäßige Aneignung gewertet werden, was eine Straftat darstellen kann. Im Jahr 2022 erhielt ein Anwalt versehentlich eine Pix-Überweisung von Rede Globo in Höhe von 318.000 R$ und wurde gerichtlich dazu verurteilt, das Geld zurückzuzahlen.

## Nationale und internationale Rezeption

### Politische Nutzung
Im Jahr 2022 behauptete der damalige Präsident Brasiliens Jair Bolsonaro fälschlicherweise, er sei für die Schaffung des Pix verantwortlich gewesen. Tatsächlich wurde das Konzept des Zahlungssystems bereits 2016 entwickelt, und seine wichtigsten Richtlinien wurden 2018 während der Regierung von Michel Temer festgelegt. Diese Falschinformation wurde in der gesetzlich vorgeschriebenen Wahlwerbezeit verbreitet, über die Google-Anzeigenplattform ausgespielt und in sozialen Netzwerken weiterverbreitet.
Die Gewerkschaft der Mitarbeiter der Zentralbank (Sindicato Nacional dos Funcionários do Banco Central, kurz Sinal) verurteilte in zwei offiziellen Stellungnahmen die politische Instrumentalisierung des Pix durch Präsident Bolsonaro und stellte klar, dass die Entwicklung des Zahlungssystems den Analysten und Fachleuten der brasilianischen Zentralbank zuzuschreiben sei.

### Soziale Nutzung
Einige Menschen begannen, sehr kleine Geldbeträge zu versenden und Pix damit als eine Art Instant-Messenger zu nutzen. Über die Plattform lassen sich sogar HTML-Codes verschicken. Teilweise werden solche Nachrichten zum Flirten verwendet. Pix dient auch dazu, Kontakt mit Personen aufzunehmen, die den Absender in allen sozialen Netzwerken blockiert haben. Darüber hinaus veröffentlichen einige Nutzer ihre Pix-Schlüssel in sozialen Netzwerken wie Twitter, um Geld oder Flirtnachrichten zu erhalten. Diese Nutzer werden umgangssprachlich „pixsexuais“ genannt, und die Plattform wird scherzhaft „PixTinder“ genannt. Die Zentralbank stellte klar, dass „Pix ein Zahlungsmittel und kein soziales Netzwerk“ sei. Sie erklärte weiter, dass es nicht möglich sei, Nutzer zu blockieren, man jedoch Benachrichtigungen deaktivieren könne, um nicht durch Nachrichten gestört zu werden. Außerdem warnte sie vor den Risiken, sensible Daten preiszugeben, wenn man seinen Pix-Schlüssel öffentlich im Internet teilt.
Die Möglichkeit, Nachrichten zu verschicken, wenn man lediglich die CPF-Nummer einer Person kennt (sofern diese als Pix-Schlüssel registriert ist), erlaubt es auch, den Dienst zum Auffinden verlorener Dokumente zu nutzen. Man kann einfach einen Pix mit einer Nachricht an die CPF-Schlüsselnummer senden, um mitzuteilen, wo der verlorene Ausweis gefunden werden kann.

### Untersuchung der US-Regierung
Im Kontext des Zoll- und politischen Konflikts zwischen der US-Regierung und der brasilianischen Regierung leitete die US-Regierung Mitte Juli 2025 eine formelle Untersuchung gegen Pix ein. Es bestünde der Verdacht, dass das System diskriminierende digitale Handelspraktiken betreibe und nationale Lösungen bevorzuge, was möglicherweise US-Unternehmen wie Visa und Mastercard benachteiligen könnte. Dieser Fall ist Teil einer größeren Bewegung der Vereinigten Staaten, ihr eigenes Instant-Payment-System FedNow zu stärken und gleichzeitig Lehren aus der erfolgreichen Einführung von Pix zu ziehen.
Das Vorgehen der US-Regierung wurde in Brasilien, vor allem von der brasilianischen Regierung, als ein Angriff gegen Pix als nationales Zahlungssystem und damit die nationale Souveränität des Landes gewertet. Unter anderem postete die brasilianische Regierung Botschaften wie „O PIX é nosso, my friend“ (Pix gehört uns, mein Freund) in sozialen Medien, um an den Patriotismus der Brasilianer zu appellieren.

### Internationale Anerkennung
Pix wird weltweit als revolutionär für Zahlungssysteme angesehen. Der Nobelpreisträger für Wirtschaftswissenschaften von 2008, Paul Krugman, bezeichnete Pix als „die Zukunft des Geldes“. Er fügte hinzu: „Andere Länder können aus dem Erfolg Brasiliens bei der Entwicklung eines digitalen Zahlungssystems lernen. Aber die Vereinigten Staaten werden wahrscheinlich weiterhin in einer Mischung aus Eigeninteressen und Krypto-Fantasien gefangen bleiben.“